# انتروباکتریاسه
انتروباکتریاسه (نام علمی: Enterobacteriaceae) نام یک خانواده بزرگ از باکتری‌ها متعلق به رده گاماپروتئوباکتریا است. این گروه از باکتری‌های گرم-منفی که بسیاری از آن‌ها زندگی هم‌زیستی دارند، گاه می‌توانند، بیماری‌زا باشند. باکتری‌های سالمونلا، اشریشیا کلی، یرسینیا پستیس، شیگلا و کلبسیلا از اعضای خانوادهٔ انتروباکتریاسه هستند.

## ویژگی‌ها
این باکتری‌ها به‌صورت باسیل‌های کوتاه هستند که ۱ تا ۵ میکرومتر، طول دارند و مورفولوژی آن‌ها را می‌توان با کشت و رشد آن‌ها در محیط کشت جامد مشاهده کرد. کپسولدر نمونه‌های کلبسیلا به‌صورت منظم و بزرگ بوده و در سایر گونه‌های انتروباکتر، کمتر واضح است.
بیشتر باکتری‌های عضو انتروباکتریاسه، متحرک و دارای چندین تاژک هستند و تعداد کمی نیز، غیرمتحرک هستند. بیشتر آن‌ها همچنین دارای مویک هستند که به اتصال و چسبیدن سلول باکتری به جاندار میزبان، کمک می‌کند. این خانواده، شامل ۳۰ سرده و بیش ۱۰۰ گونه است و تمامی گونه‌ها فاقد توانایی تشکیل درون‌هاگ هستند.